# Pago (geografía)
Pago, del latín pagus ("país"), es la denominación tradicional dada en varios lugares del mundo hispanohablante a territorios relativamente pequeños (sus áreas suelen abarcar desde unas hectáreas a no más de 5000 km²). 
Caracterizan y distinguen a los pagos el ser el territorio periférico rural de una localidad, o el poseer determinados límites (con frecuencia naturales, por ejemplo ríos, montañas, humedales, etcétera) o determinadas características ecológicas.

## Etimología latina
Al significar etimológicamente en latín "pagus" a un determinado distrito rural, pago comparte la etimología con la palabra paganismo ya que, tras la victoria del cristianismo en el Imperio romano, las prácticas de creencias y religiones precristianas politeístas se mantuvieron más duraderamente entre los paganos (es decir: los habitantes de los pagus, o territorios rurales).
Según el gramático Sexto Pompeyo Festo "pagus" deriva de fuente de agua, es decir aldea es el conjunto de personas que comparten la fuente, y al cabo de los años "paganus" pasó a significar civil frente a militar. Esto era así por estar localizados fuera de las murallas del castro, campamento o castillo donde se encontraban los soldados. Con la evolución de los años, estos "paganos" eran los que no estaban bautizados por encontrarse lejos de las iglesias o parroquias rurales, razón por la cual se fueron estableciendo pilas bautismales y, progresivamente, en estos pagos, sobre los que se establecían después pequeñas iglesias rurales. El término "pago" quedó no obstante establecido, sin tener ya significado religioso, para los lugares alejados de la parroquia y que se caracterizaban por poseer determinados límites naturales que facilitaban su localización.

## En otras lenguas
La palabra castellana pago usada para designar a un territorio coincide con una acepción muy usada de la francesa pays y suele también coincidir con la más difundida en España de comarca. 
En Argentina y Bolivia, desde fines del siglo XIX el uso de la palabra pago ha quedado restringido a la población rural más tradicional, siendo las jurisdicciones de los pagos redefinidas según criterios de división territorial política (pedanías, partidos, departamentos).
Es común su uso en la literatura y música rioplatense, sobre todo en la música folclórica de Santiago del Estero (Argentina).